# Цемент (підприємство)
ТОВ «Цемент», раніше Одеський цементний завод — найбільший виробник цементу у південному регіоні України. З 2011 року входить до промислової групи CRH, з штаб-квартирою у Дубліні.
Виробнича потужність по випуску цементу — 550 тис. тонн на рік. Завод розташований на північній околиці міста Одеси. За 15 км від заводу знаходиться Одеський порт, за 30 км — порт Чорноморськ, за 40 км — порт Південний.

## Історія
Одеський цементний завод почав свою роботу в 1965 році. Одеська область знаходилася далеко від промислово розвинених районів країни і завод був побудований для того, щоб задовольнити локальний попит на цемент, тому мав обмежену виробничу потужність.

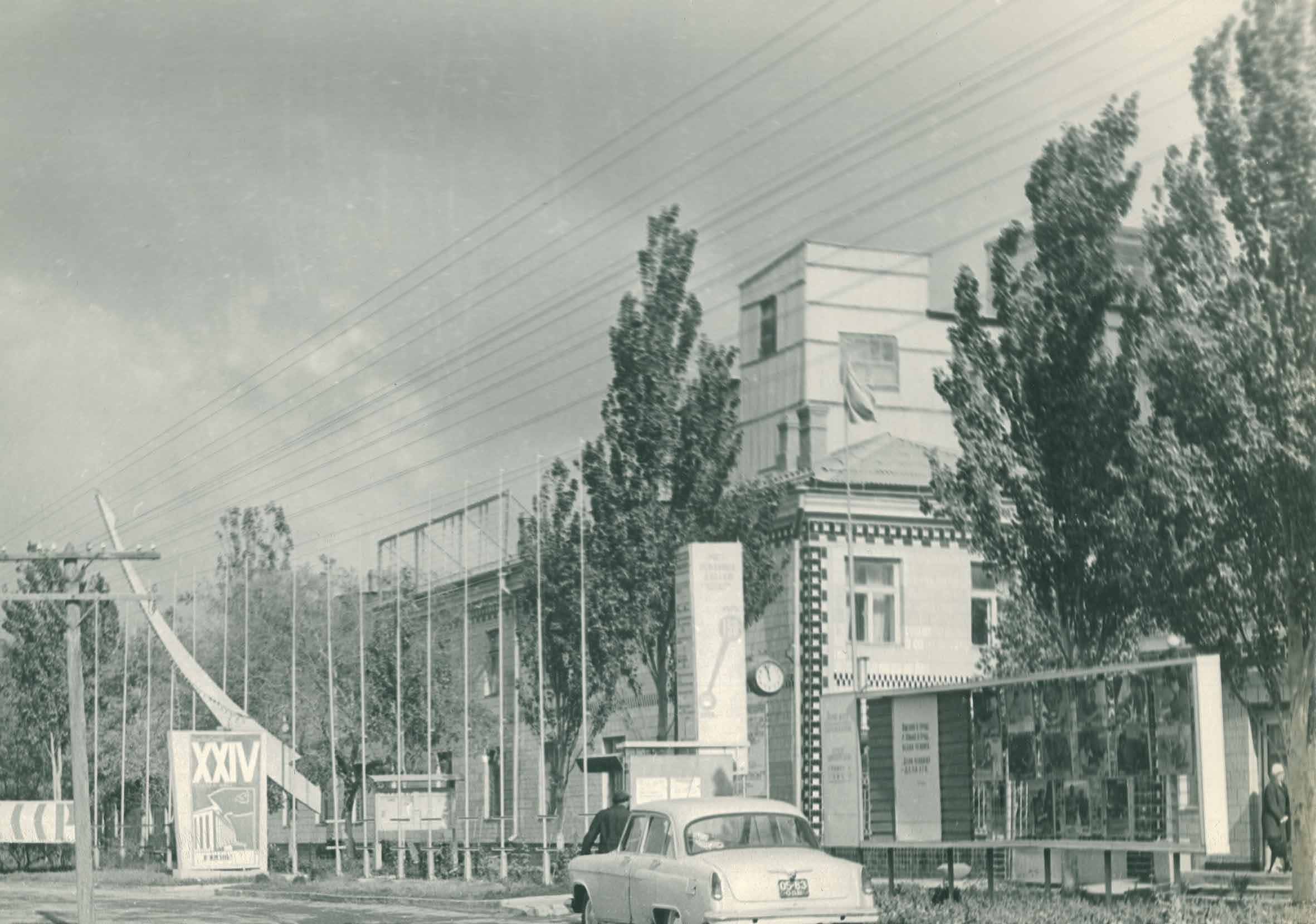
Адміністративний будинок Одеського цементного заводу, 1968

8 вересня 1965 року була запущена обертова піч № 1, а в листопаді 1966 року — розпочала свою роботу обертова піч № 2. У 1966 році виробництво цементу склало 165,5 тис. тонн.

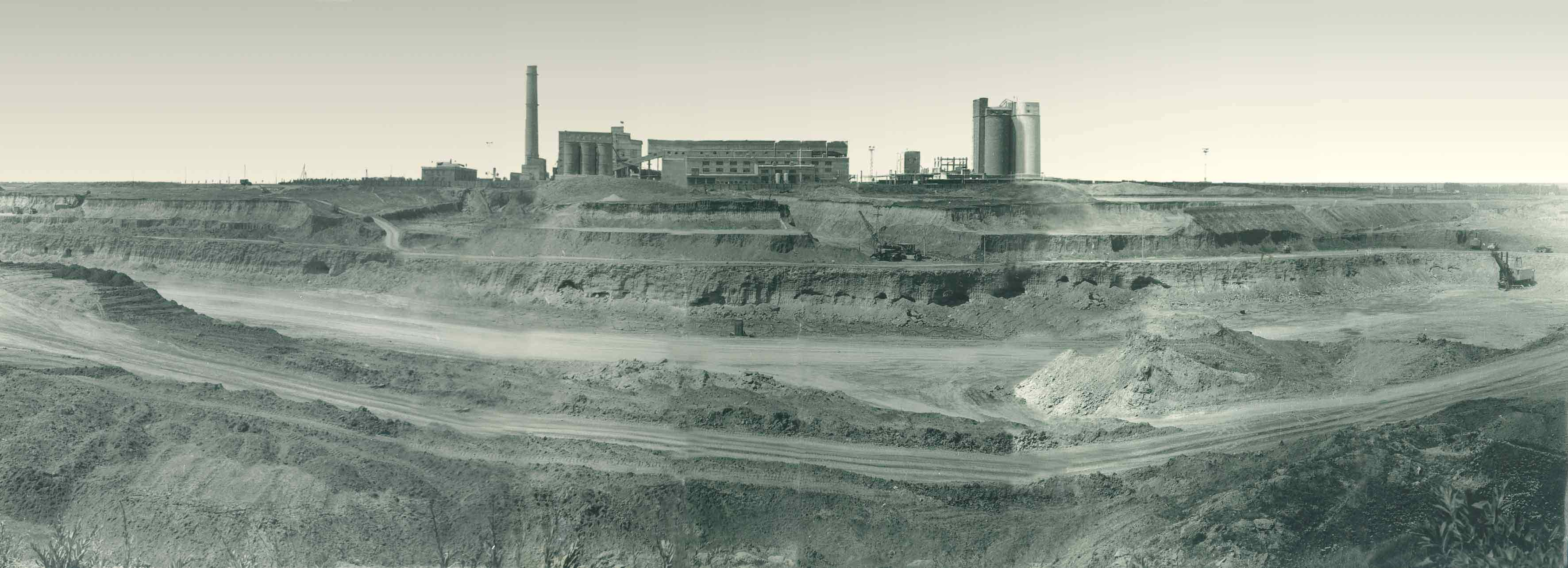
Кар'єр Одеського цементного заводу, 1970

Завод продовжував нарощувати виробничі потужності і 1971 року була досягнута проектна потужність 320 тис. тонн.
Спочатку, родовище сировини — вапняку і глини — знаходилося за 2 км від заводу. У 1973 був розроблений Єлизаветівський кар'єр цементної сировини. Він знаходився за 40 км від заводу, і туди було переміщене гірниче обладнання. У 1986 була введена в дію під'їзна залізнична гілки від станції Кар'єрна, що дозволило перевозити сировину залізницею. Після виснаження покладів, була проведена рекультивація земель і підготовка сільгоспугідь.
У 1976 збудоване сушильне відділення для шлаку з навальним зберіганням, що дозволило запустити виробництво нового цементу — сульфатостійкого шлакопортландцементу — і в той же час збільшити обсяг промислового виробництва до 360 тис. тонн.
У 1986 році була побудована залізнична гілка завдовжки 18 км від станції Кар'єрна до станції Карпове, що забезпечило доставку сировини на завод залізницею власними думпкарними вертушками.
У травні 2005 завод був придбаний португальською компанією C + PA (Cimento e Produtos Associados, S.A.). За час перебування в Одесі португальці вклали в український актив близько 40 млн євро. За рахунок цього його потужність зросла з 360 тис. до 550 тис. тонн на рік. Компанія інвестувала в поліпшення екологічних показників, нарощення виробничих потужностей, контроль якості, зберігання, відвантаження, якісний персонал, навчання, підвищення зарплати, умови праці (побудована нова їдальня, роздягальні та душові).

## Сучасний стан

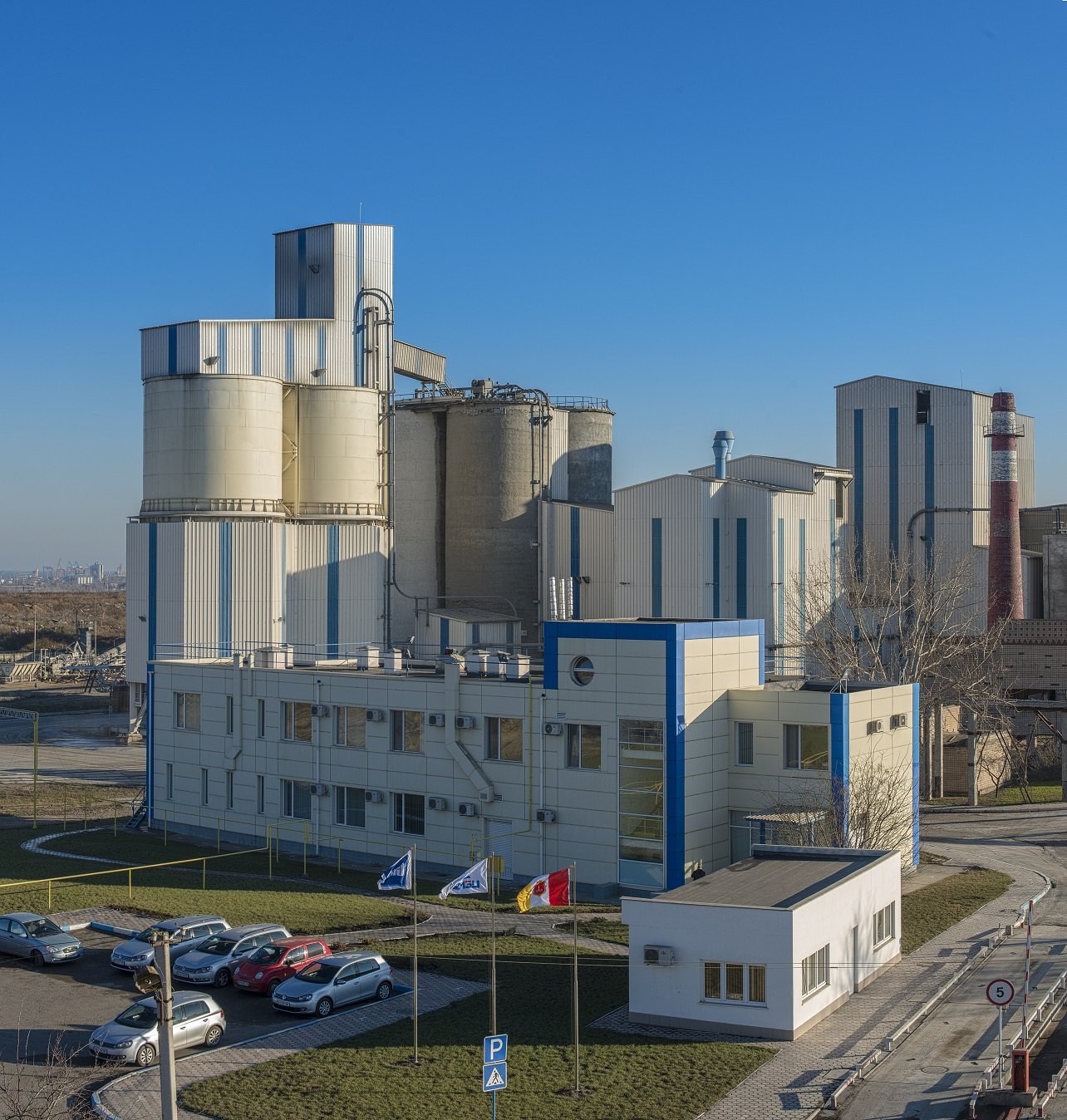
Адміністративний будинок Одеського цементного заводу, 2013

У 2011 році 51 % акцій заводу купила швейцарська компанія Jura-Cement-Fabriken, що входить в ірландський будівельний холдинг Cement Roadstone Holdings (CRH).
Тоді ж було прийнято рішення про зупинку печей і перехід на клінкер, вироблений найбільшим дочірнім підприємством CRH в Україні ПАТ «Подільський цемент», де в 2011 році була введена в експлуатацію найбільша в Європі нова сучасна лінія виробництва клінкеру сухим способом.
Продукцію ТОВ «Цемент» було використано для значущих інфраструктурних об'єктів України, серед яких Південний і Чорноморський морські порти, Одеська обл., НСК «Олімпійський», м. Київ.
Станом на початок 2018 ТОВ «Цемент» має потужності для випуску 0,5 млн тонн цементу в рік. Компанія є лідером на ринку Одеської області, а також активно розвиває ринки сусідніх областей.